# Lea Hakala
Lea Helena Hakala (Helsinki, 15 marzo 1960) è un'ex cestista finlandese.

## Carriera
Con la Finlandia ha disputato tre edizioni dei Campionati europei (1980, 1981, 1987).